# 不破敬一郎
不破 敬一郎（ふわ けいいちろう、1925年8月18日 - 2017年12月17日）は、日本の化学者。東京大学名誉教授。

## 略歴
東京市芝区（現・東京都港区）出身。父は法学者不破武夫、劇作家木下順二は叔父。
1943年福岡県中学修猷館、1945年旧制福岡高等学校を経て、1948年東京帝国大学理学部化学科を卒業。同大学院を経て、1951年同大学助手。1953年「弗素の分析化学的ならびに地球化学的研究」で理学博士。1955年フルブライト留学生として渡米、1956年ハーバード大学生物物理研究所主任研究員。1968年東京大学農学部農芸化学科教授。1975年同理学部化学科教授。1974年より国立公害研究所計測技術部長を兼任する。1986年東京大学定年退官、同名誉教授。
1985年国立公害研究所副所長、1988年同所長（～1990 年）。1990年国立公害研究所の改組に伴い、国立環境研究所所長。その後、日本分析センター会長、国際連合大学顧問などを歴任。1991年度日本分析化学会会長を務める。2005年瑞宝中綬章受章。